# Jamesonia alstonii
Jamesonia alstonii är en kantbräkenväxtart som beskrevs av A. Tryon. Jamesonia alstonii ingår i släktet Jamesonia och familjen Pteridaceae. Inga underarter finns listade.